# Endless Love (låt)
Endless Love är en låt skriven av Lionel Richie och ursprungligen inspelad som en duett mellan Richie och Diana Ross. Richie spelade även in en version tillsammans med Shania Twain. Låten har även spelats in av andra artister, bland andra Luther Vandross tillsammans Mariah Carey. Billboard har utsett originalversionen till den största låtduetten genom tiderna.

## Om skivan
Ross och Richie spelade in låten för Motown, och den användes som tema för Franco Zeffirellis film Endless Love. (Jamie Bernstein, som karaktären Susan, sjunger låten under filmens gång.) Producerad av Richie och arrangerad av Gene Page, släpptes den som singel från filmens soundtrack 1981. Medan filmen Endless Love var en blygsam biljettframgång, blev låten årets näst mest sålda singel i USA och nådde nummer ett på Hot 100, där den stannade i nio veckor från 15 augusti till 10 oktober 1981. Den toppade också Billboard R&B-listan och Adult Contemporary-listan och nådde nummer 7 i Storbritannien. Den blev också rocktidens mest framgångsrika duett och överträffade Everly Brothers hit Wake Up Little Susie från 1957, som var nummer ett i fyra veckor. Båda låtarna stannade på listan sex månader.
Den själfulla kompositionen blev den mest sålda singeln i Ross karriär. Det är också Richies största listsingel, och den första av flera hits för honom under 1980-talet. Låten nominerades till en Oscar för bästa originallåt för Richie, och var den andra låten som Ross medverkade i som nominerades till en Oscar. Den vann också ett American Music Award 1982 för favorit pop/rocksingel. Ross spelade in en soloversion av låten för hennes första RCA Records-album, Why Do Fools Fall in Love, duettversionen var hennes sista hit på Motown. Richies soloversion släpptes som spår tio på 2003 års remastrade bonusutgåva av hans album Lionel Richie från 1982.

## Medverkande på singeln
- Lionel Richie – sång, vokalarrangemang
- Diana Ross – sång
- Reginald "Sonny" Burke – Fender Rhodes
- Barnaby Finch – akustiskt piano
- Paul Jackson Jr. – elgitarr, akustisk gitarrsolo
- Fred Tackett – gitarr
- Nathan East – basgitarr
- Rick Shlosser – trummor
- Gene Page – horn, rytm och stråkarrangemang
- Harry Bluestone – konsertmästare